# Ecgric
Ecgric va ser rei de l'Ànglia de l'Est, conjuntament amb Sigeberht, durant un període imprecís que podria anar entre el 630 i el 634, data en què va morir en una batalla defensant el país d'un atac de Mèrcia.

## Orígens
Ecgric era membre de la família reial dels Wuffingas, però es desconeix la relació exacta de parentiu, ja que l'única font d'informació d'aquell temps és Beda, el qual només diu que era un parent de Sigeberht. L'historiador del segle xii, Guillem de Malmesbury, contradiu Beda, quan diu que Sigeberht era fillastre de Rædwald. De fet, el nom Sigeberht és d'origen franc. Raedwald podria haver exiliat el seu fillastre per protegir l'herència del seu fill Ecgric, el qual sí que era de la mateixa sang.
Sam Newton ha suggerit que Ecgric podria ser la mateixa persona que en altres textos s'anomena Æthelric, i que era fill d'Eni. Un fill d'Æthelric, anomenat Ealdwulf va ser rei del 664 al 713. Després de la mort d'Ecgric, altres tres fills d'Eni van governar abans que Ealdwulf, un indici de que la línia successòria de Raedwald estava extinta. El matrimoni entre Æthelric i Hereswith, una princesa de Northúmbria, fa pensar que s'esperava que acabaria governant el país i per això calia una unió d'alt rang. Sembla que Æthelric estava mort l'any 647, època en què Anna era el rei i Hereswith havia marxat al país dels francs per fer-se monja. Tot això fa possible que Æthelric i Ecgric siguin dues maneres de referir-se a una mateixa persona, això no obstant, Barbara Yorke no accepta aquesta teoria.

## Govern compartit
Sigeberht va tornar de l'exili i va succeir Ricbert, probablement mitjançant una conquesta militar, i va fer tornar el país cap al cristianisme. El seu regnat el va compartir amb Ecgric, amb el qual devien repartir el govern del territori.
Segons Richard Hoggett, el govern compartit era una pràctica comuna entre els anglosaxons, el mateix es pot veure a Kent i a Northúmbria. Ecgric i Sigeberht potser van governar simultàniament les regions que anomenaven Norfolk i Suffolk, que més endavant serien comtats. En canvi, Carver creu que Ecgric no va governar conjuntament amb Sigeberht, sinó que va estar al seu servei com a subregulus o que administrava una part del territori en nom seu i que només va portar el títol de rei quan aquest va abdicar per fer-se monjo.
A diferència de Sigebert, Ecgric sembla que era pagà, no hi ha cap pova que demostri que es fes batejar o que contribuís a la cristianització de l'Ànglia de l'Est.

## Després de l'abdicació de Sigeberht
L'any 633 els regnes cristians de la Gran Bretanya havien patit un doble cop: la mort d'Edwin de Northúmbria a mans de Penda de Mèrcia i Cadwallon ap Cadfan, i el canvi de la seu del bisbat de York a Kent. Després del 633 la situació a Northúmbria es va estabilitzar quan Oswald de Northúmbria va arribar al poder, i l'Ànglia de l'Est es va beneficiar de la visita dels missioners irlandesos: Fursey i Aidan de Lindisfarne. Sigeberht va ser protector de Fursey i, potser poc després de la seva arribada Sigeberht va abdicar per retirar-se a la vida monàstica a Beodricesworth (actual Bury St. Edmunds). Aquesta abdicació, que no s'ha pogut datar, va fer que Ecgric assumís el govern en solitari. Ecgric es va trobar amb un reialme que havia estat evangelitzat a l'estil romà (ritu romà), segons diu Plunkett, tot i que el bisbe Fèlix sense perdre la lleialtat envers Canterbury, també va respectar la tasca feta pels irlandesos, que seguien el ritu celta.

## Mort
Després que Ecgric estigués governant en solitari durant dos anys, l'exèrcit de Mèrci, liderat per Penda va atacar l'Ànglia de l'Est. Es creu que la data de la invasió va ser el 636, encara que Kirby creu que podria haver passat l'any 641. Ecgric va tenir temps d'aplegar un exèrcit. Quan es van adonar que eren inferiors en nombre als mercis i, recordant la destresa militar de Sigeberht quan va pujar al tron, van anar al monestir a demanar-li que s'incorporés a les tropes. Ell no va voler i els va dir que ara les seves obligacions eren amb Déu. De tota manera el van obligar a marxar amb ells i, com que no volia agafar cap arma, va prendre un bastó. Sigeberht va morir durant la batalla i també Ecgric. El lloc exacte d'aquesta batalla no se sap on va ser però és de suposar que va passar a prop de la frontera entre ambdós regnes.
Ecgric és un dels possibles ocupants de les tombes (túmul 1) que es van trobar a Sutton Hoo, els altres possibles candidats són: Raedwald, Eorpwald i Sigeberht. Rupert Bruce-Mitford creu que és poc probable que la seva successora, la reina Anna, que era una devota cristiana, li donés una sepultura, però tampoc es pot descartar del tot.